# Nicholas White (Mediziner)

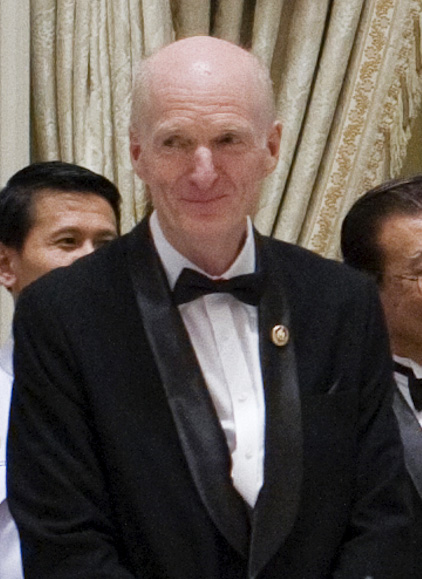
Nicholas White, 2020

Sir Nicholas John White (* 13. März 1951) ist ein britischer Tropenmediziner. Er hat sich um die Bekämpfung von Tropenkrankheiten in den Entwicklungsländern verdient gemacht, insbesondere der Malaria mittels Artemisinin-basierter Kombinationstherapien.
White studierte an der Guy’s Hospital Medical School des King’s College London Medizin. Seine Facharztausbildung in Innerer Medizin absolvierte er an verschiedenen Krankenhäusern in London und am Radcliffe Infirmary in Oxford. Seit 1980 gehört er im Rahmen einer wissenschaftlichen Kooperation (Mahidol Oxford Research Unit) zum Lehrkörper der Mahidol-Universität in Thailand und des Nuffield Department of Medicine der University of Oxford. Seit 1986 ist er Direktor dieses Departments und hat ähnliche Kooperationen mit Vietnam (1991) und Laos (1999) eröffnet. An diesen Einrichtungen wird zu Tropenkrankheiten wie Malaria, Melioidose, Typhus, Tetanus, Denguefieber, Rickettsiosen oder Vogelgrippe geforscht.
White wurde 1999 Officer des Order of the British Empire (OBE). Er wurde 2005 mit dem GlaxoSmithKline Prize der Royal Society ausgezeichnet, die ihn 2006 zum Mitglied wählte. 2010 erhielt White sowohl den Canada Gairdner Global Health Award als auch den Prinz-Mahidol-Preis und die Manson Medal. 2017 wurde er als Knight Commander des Order of St. Michael and St. George (KCMG) geadelt.
White ist Autor von mehr als 1000 wissenschaftlichen Publikationen. Sein h-Index beträgt 202 (Stand Juni 2023). Er ist verheiratet und hat drei Kinder.